# Спанудакис, Стаматис
Стаматис Спанудакис (греч.   Σταμάτης Σπανουδάκης, 11 декабря 1948 года, Афины, Греция) — известный греческий композитор.

## Биография
Спанудакис начал заниматься музыкой ещё в раннем детстве, первоначально увлекшись классической музыкой.
Позже он играл на гитаре и клавишных. В шестидесятых и семидесятых годах выступал в составе многих групп в Афинах, Париже и Лондоне, где он жил и записал свои первые альбомы. Позже его вновь привлекла классическая музыка, и он вернулся к своим занятиям по композиции, сначала в Вюрцбурге, а затем в Афинах. Тогда же он всерьез заинтересовался византийской музыкой, интерес к которой привел его к греческим песням и инструментальной музыке.
С тех пор он сознательно пытается совместить три музыкальных стиля (рок, классику и византийскую музыку) в своих произведениях. Он написал множество хитов (слова и музыка) для многих знаменитых греческих певцов, в том числе для такого известного певца, как Демис Руссос.
Он также написал музыку ко многим фильмам, для театра и телевидения.
С 1995 года он концентрируется на инструментальной музыке, которая опирается на греческую историю и религиозную тематику. Стаматис живёт в тихом пригороде с женой Дори и их четырьмя собаками. У него есть своя студия, где он записывает свои произведения, работает как композитор, аранжировщик, продюсер, исполнитель.
Спустя четыре года после своего последнего концерта в Греции и за рубежом, Спанудакис выступил в 2011 году с рядом концертов: 31 августа в древнем Театре Филиппа в Кавале; 1 сентября в Салониках; 2 сентября в Открытом городском театре Волоса и 9 сентября 2011 в Одеоне Герода Аттического в Афинах. При покупке билетов на все концерты зрители получали бесплатно диск с последним альбомом Спанудакиса «Θέλω να 'μαι πάντα μαζί σου».
Во время выступлений были исполнены песни из последнего альбома «Я здесь, я с вами всегда» («Θέλω να 'μαι πάντα μαζί σου»). Часть чистой выручки от концерта в Одеоне Герода Аттического была передана в благотворительный фонд, заботящийся о детях-сиротах. Кроме того, часть средств, полученных от концерта в открытом городском театре Волоса были отданы на восстановление древнего театра (на восточной стороне древнего города Фивы Фтиотидские восточнее деревни Микротиве) и в фонд «Святая Троица».
13 декабря 2011 при участии композитора Стаматиса Спанудакиса и певца Антониса Ремоса прошёл благотворительный концерт. Спанудакис и Ремос выступили бесплатно. Все средства пойшли на финансовую поддержку фонда Make-A-Wish Греция.